# カモフ
株式公開会社「カモフ」（ロシア語 ОАО "Камов" カーモフ）は、ソビエト社会主義共和国連邦、ロシア連邦に存在した航空機メーカー。ソ連時代は設計局の企業形態を取っていたが、1992年に株式会社化されている。ニコラーイ・イーリイチ・カーモフ（Николай Ильич Камов）とニコラーイ・キリーロヴィチ・スクルジーンスキイ（Николай Кириллович Скржинский）の結成した航空機開発チーム「KASKR」がもととなって発足した。カモフ会社（Фирма Камов フィールマ・カーモフ）とも呼ばれる。
2007年にミルなどと合併し、ロシアン・ヘリコプターズとなった。

## 歴史

### 初期
カーモフとスクルジーンスキイは、1929年にカモフ初の航空機となるKASKR-1 オートジャイロの飛行に成功した。その後、この機体はA-7に発展した。A-7は1934年に初飛行を果たし、1940年に実用化されて近接偵察観測機として使用された。

### 発展

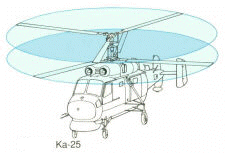
カモフの得意とした同軸反転式ローターを採用したKa-25の概念図

1947年にはソ連初のヘリコプターとなるKa-8の初飛行に成功した。これ以降、カモフ設計局は数多くのヘリコプターの開発に取り組み、軍民問わず数多くの機体を生み出した。特にカモフ設計局のヘリコプターの多くは二重反転式ローターを採用していることで知られ、これにより機体寸法の小型化に成功した多くの機体はソ連海軍などに艦載機として採用されてきた。カモフ設計局は、M・L・ミーリ記念モスクワ・ヘリコプター工場（MVZ）と並んでソ連を代表するヘリコプターメーカーとなった。

### ソ連崩壊後
ソビエト連邦の崩壊後、カモフ設計局はカモフ会社となり引き続きヘリコプターの開発に携わってきた。Ka-32汎用ヘリコプターの販売などで大きな成果をあげる一方、Ka-50、Ka-52など攻撃ヘリコプター分野では国内対抗機Mi-28や西側製の機体に苦戦を強いられている。一時はロシア連邦軍やトルコ軍への採用が報じられたが、その後この決定は覆っている。

### 合併
ロシアの航空業界の再編に絡み、2006年にはMVZ（ミル）、ロストヴェルトル（Rostvertol）と合併し、軍産複合体「オブロンプロム」（ОПК Оборонпром, OPK Obronprom）となった。
オブロンプロムは、2007年に「ロシアン・ヘリコプターズ」を新会社名と決定し設立した。その後も「カモフ」のブランド名は残り、これまでの機体もそのまま生産が続けられるとされている。
2018年10月27日、ロシア軍向けに開発中の新型の亜音速攻撃ヘリコプターのコンセプト画像が公開された。プレゼンテーションを行っている人物は「カモフ」のセルゲイ・ミヘーエフ主任設計者。この新型ヘリコプターは二重反転ローターと航空機のような固定翼とファンエンジンを搭載、最高速度は従来型ヘリコプターよりも2倍以上も速い時速700kmに達する。機体の特徴としては小型のカナード翼を搭載、飛行速度を犠牲にしない設計を考慮してミサイルを機内に格納できるウェポンベイも搭載している。また機体の2機のターボシャフト・エンジンにより、ローターを可動させる以外にも高速飛行のための推力を生み出す工夫がされており、翼の合計6つのパイロンにより外部燃料タンクや各種ミサイルおよび爆弾の搭載が可能。

## 主な開発機
- KASKR-1 クラースヌィイ・インジェネール（КАСКР-1 КРАСНЫЙ ИНЖЕНЕР） - 軽オートジャイロ
- KASKR-2（КАСКР-2） - 軽オートジャイロ
- A-7（А-7） - 近接偵察観測オートジャイロ
- Ka-8（КА-8） - 軽ヘリコプター
- Ka-10（КА-10） - 軽多目的ヘリコプター
- Ka-15 ヘン（КА-15） - 多目的ヘリコプター
- Ka-15 ヘン（КА-15М） - 多目的ヘリコプター
- Ka-18 ホッグ（КА-18） - 多目的ヘリコプター
- Ka-20 ハープ（КА-20） - 対潜ヘリコプター
- Ka-22 フープ（КА-22） - 多目的輸送機
- Ka-25K ホーモン（КА-25К） - 輸送ヘリコプター
- Ka-25PL ホーモンA（КА-25ПЛ） - 対潜ヘリコプター
- Ka-25PS ホーモンC（КА-25ПC） - 捜索救難ヘリコプター
- Ka-25Ts（КА-25Ц） - 対潜ヘリコプター
- Ka-26 フードラム（КА-26） - 多目的ヘリコプター
- Ka-27PL ヘリックスA（КА-27ПЛ） - 対潜ヘリコプター
- Ka-27PS ヘリックスD（КА-27ПC） - 捜索救難ヘリコプター
- Ka-28 ヘリックスA（КА-28） - 対潜ヘリコプター
- Ka-29（КА-29） - 多目的輸送ヘリコプター
- Ka-31 ヘリックスD（КА-31） - 空中警戒ヘリコプター
- Ka-32（КА-32） - 多目的ヘリコプター
- Ka-32A（КА-32А） - 多目的ヘリコプター
- Ka-32A1（КА-32А1） - 消防ヘリコプター
- Ka-32A2（КА-32А2） - 警察ヘリコプター
- Ka-32A7（КА-32А7） - 対艦攻撃ヘリコプター
- Ka-32A11（КА-32А11） - 多目的ヘリコプター
- Ka-32K（КА-32К） - ヘリコプター
- Ka-32S（КА-32C） - 艦載ヘリコプター
- Ka-32T（КА-32Т） - 輸送ヘリコプター
- Ka-37（КА-37） - 多目的無人ヘリコプター
- Ka-40（КА-40） - 対潜ヘリコプター
- Ka-50 チョールナヤ・アクーラ（КА-50） - 多目的攻撃ヘリコプター
- Ka-50Sh ナチュノーイ・アホートニク（КА-50Ш） - 多目的攻撃ヘリコプター
- Ka-50-2 エルドガン（КА-50-2） - 多目的攻撃ヘリコプター
- Ka-52 アリガートル（КА-52） - 多目的攻撃ヘリコプター
- Ka-54（КА-54） - 多目的攻撃ヘリコプター
- Ka-60 カサートカ（КА-60） - 多目的ヘリコプター
- Ka-62（КА-62） - 多目的ヘリコプター
- Ka-64 スカイホース（КА-64） - 多目的ヘリコプター
- Ka-90（КА-90） - 固定翼機に変形する高速ヘリコプター
- Ka-92（КА-92） - 多目的ヘリコプター
- Ka-115（КА-115） - 多目的ヘリコプター
- Ka-118（КА-118） - 軽多目的ヘリコプター
- Ka-126 フードラム（КА-126） - 多目的ヘリコプター
- Ka-128（КА-128） - 多目的ヘリコプター
- Ka-137（КА-137） - 多目的無人ヘリコプター
- Ka-226 セルゲイ（КА-226） - 多目的ヘリコプター

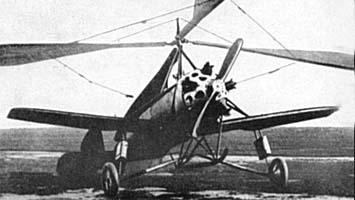
KASKR-1 クラースヌィイ・インジェネール
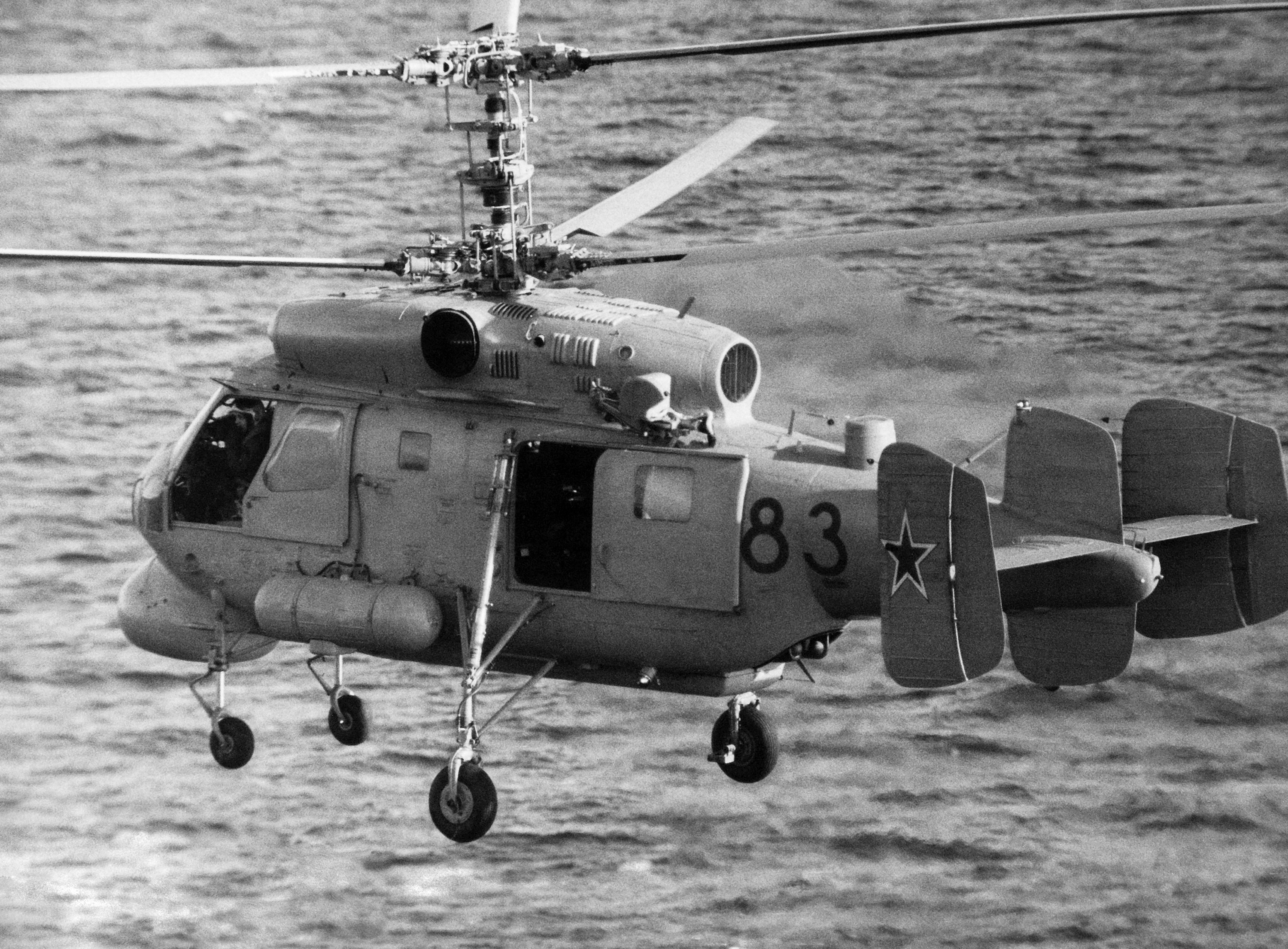
Ka-25 ホーモン
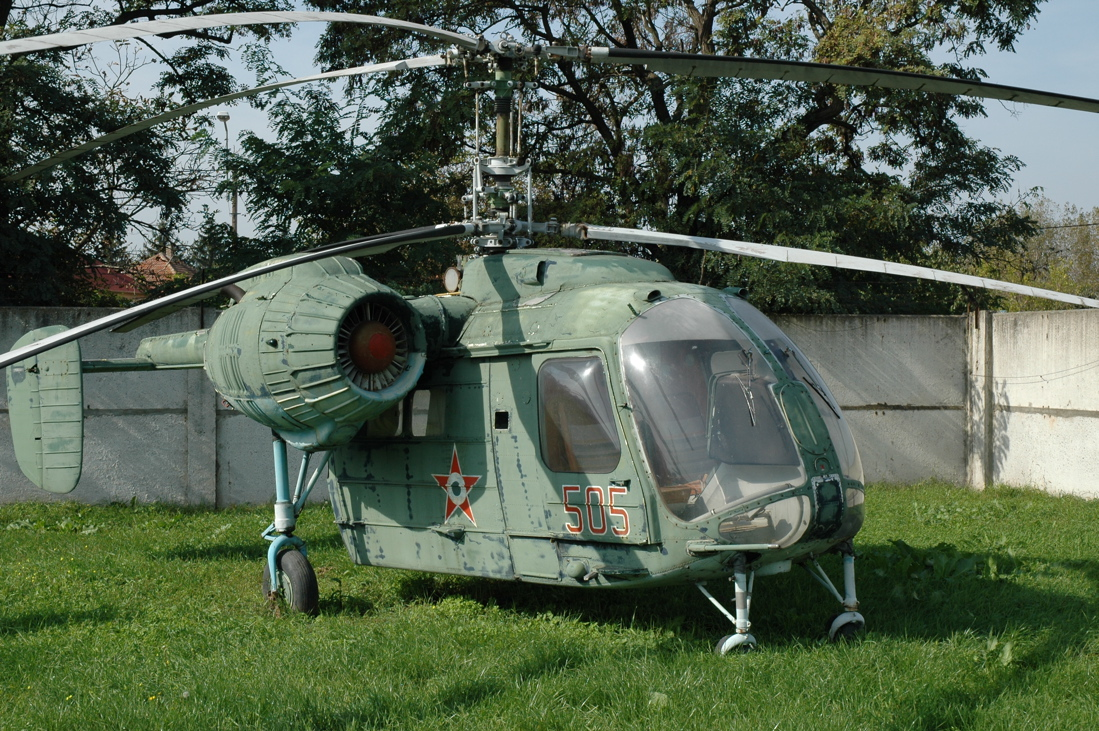
Ka-26 フードラム
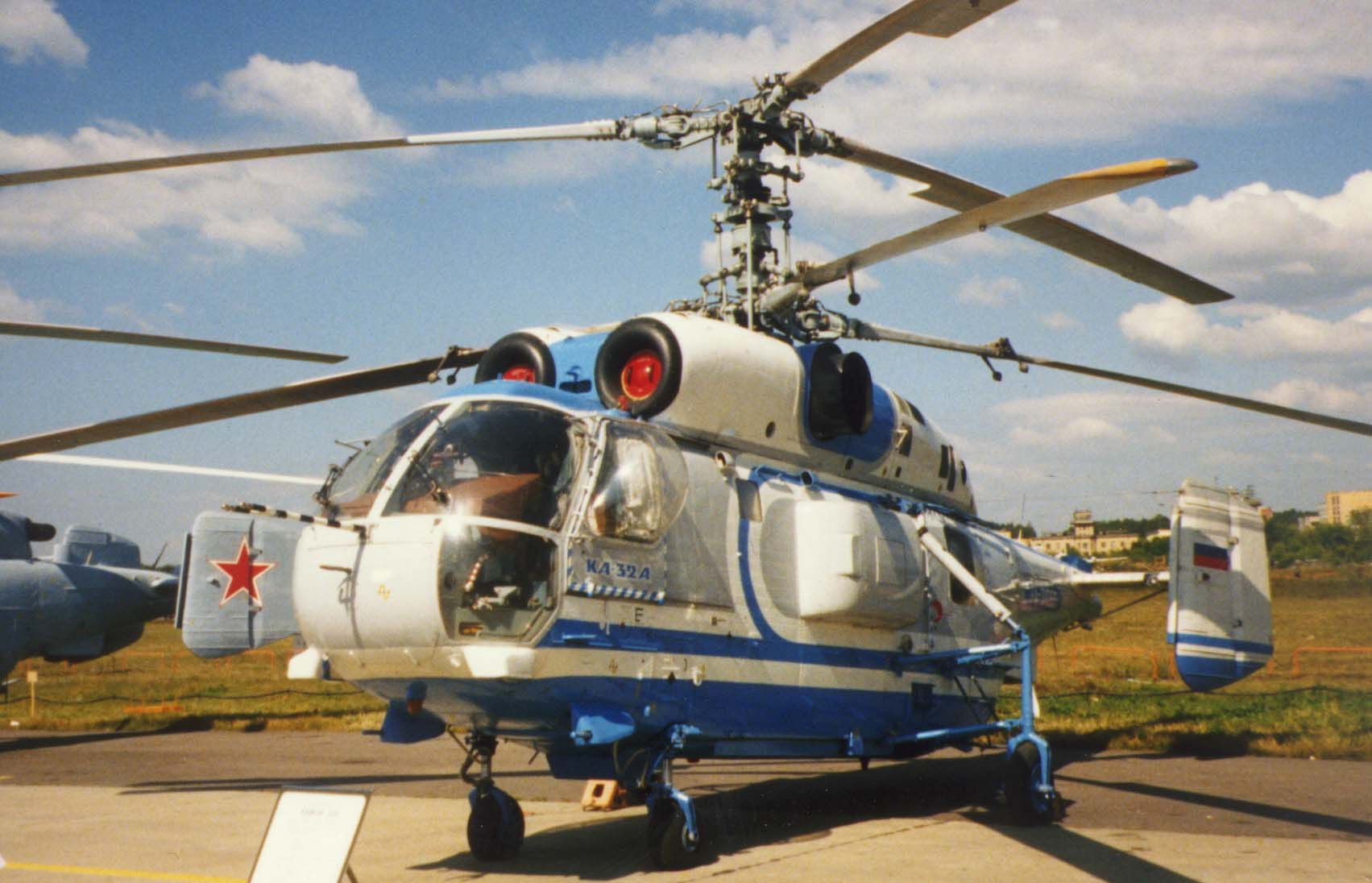
Ka-32A
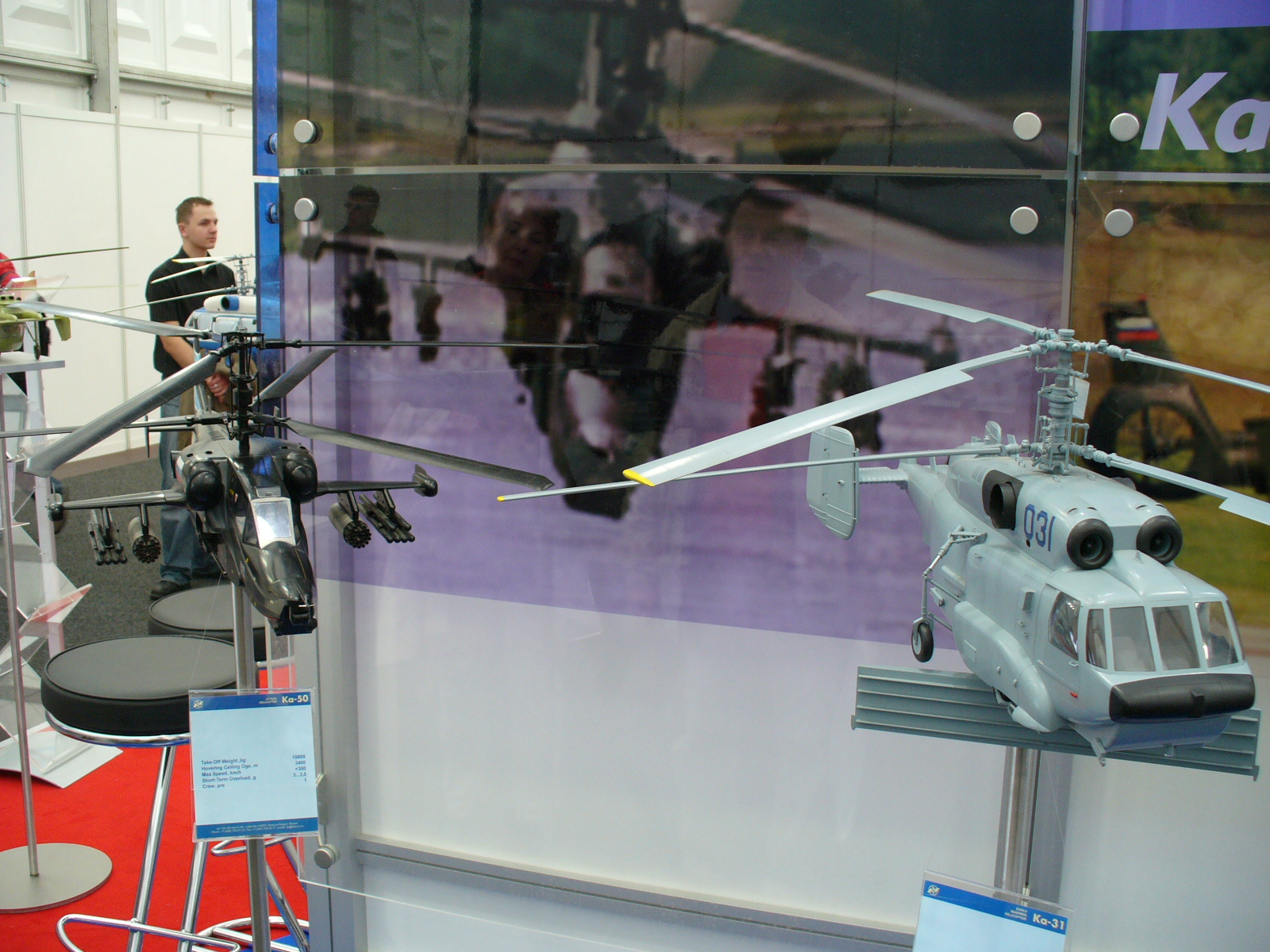
Ka-50とKa-31の模型
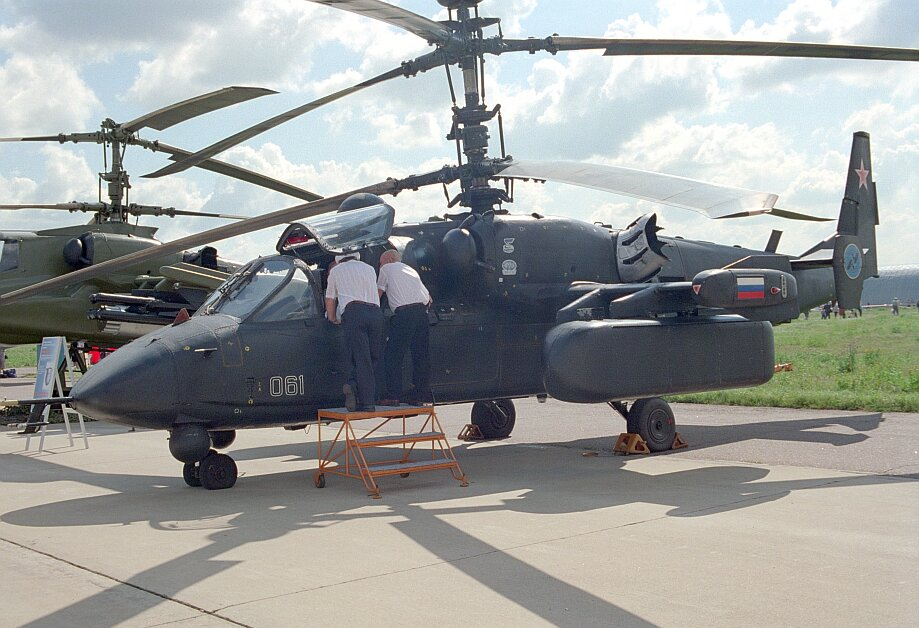
Ka-52 アリガートル
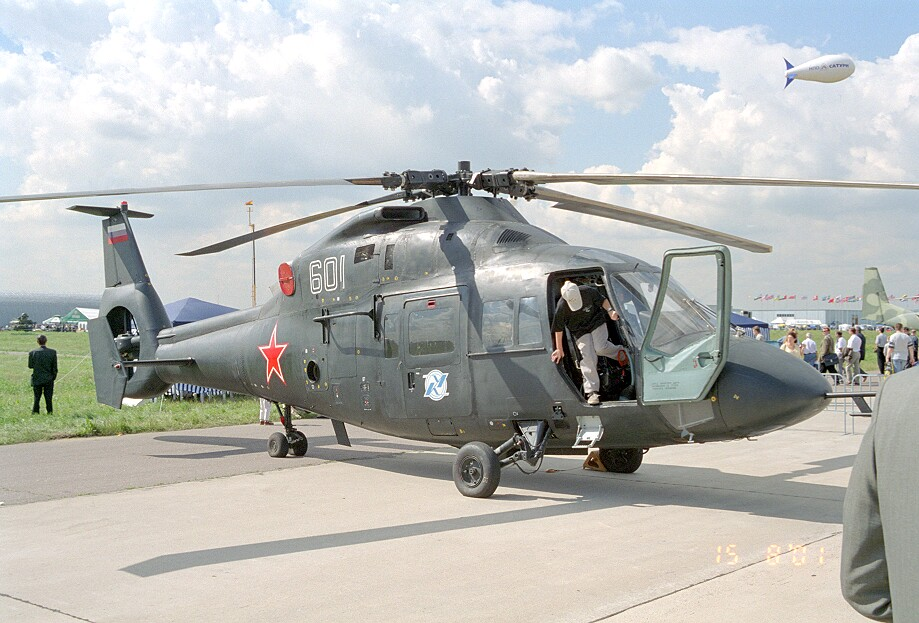
Ka-60 カサートカ
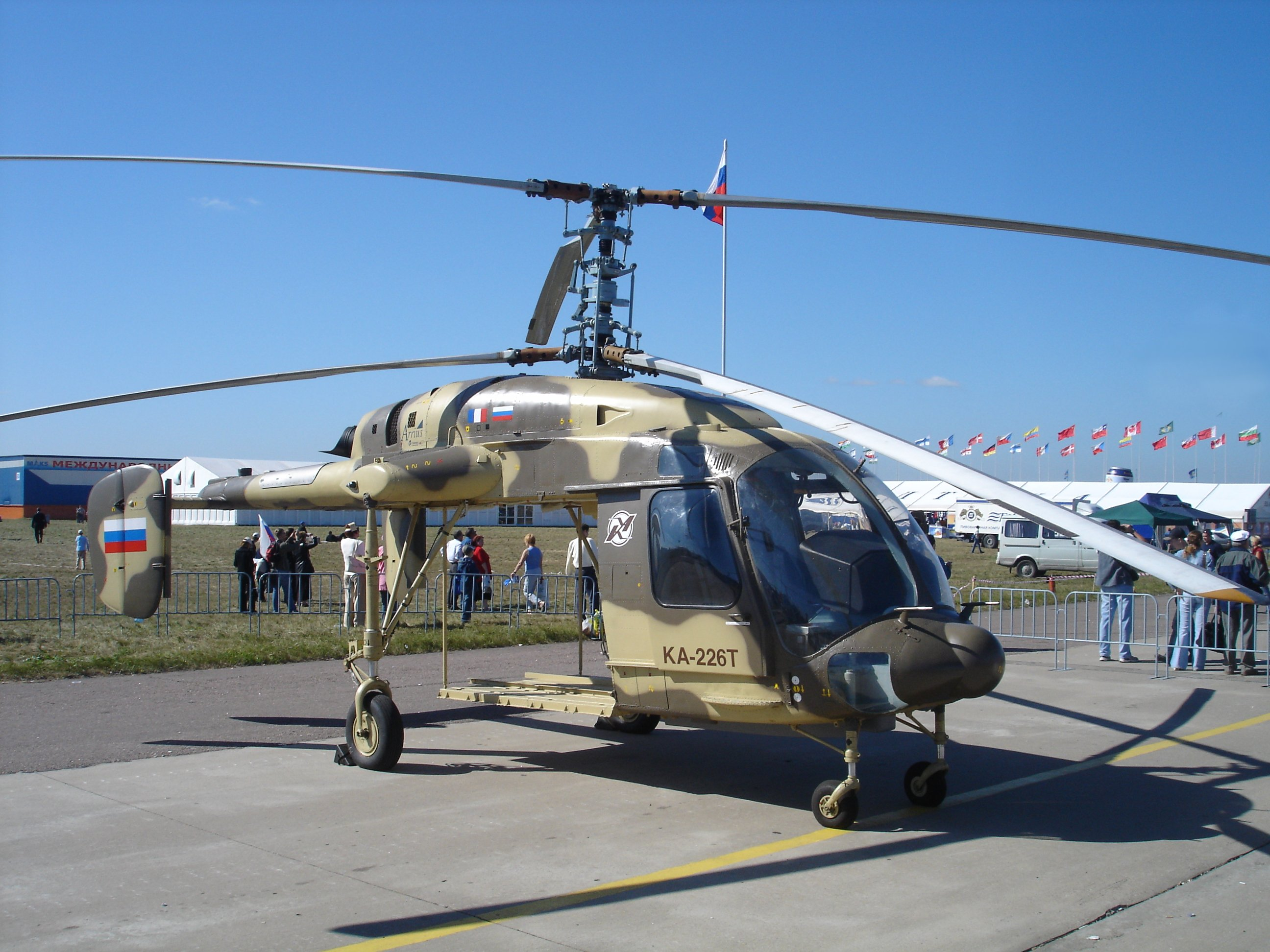
Ka-226T セルゲイ